# Церковь Бориса и Глеба (Госома)
Храм во имя благове́рных князе́й Бори́са и Гле́ба — православный храм в селе Госома Брянского района Брянской области. Относится к Брянскому районному благочинию Брянской епархии.
Храм был построен в 1895—1900 годы на месте старой каменной церкви, разобранной за ветхостью. Является типичным для своего времени памятником русского стиля, принадлежит к типу бесстолпных однокупольных крестообразных храмов, имеющих в плане форму латинского креста. В 1929 году был закрыт, здание храма постепенно приходило в упадок. Приходская община была возрождена в 1992 году, примерно тогда же начались реставрационные работы. 6 августа 2009 года храм был вновь открыт и освящён.
Имеет статус памятника архитектуры регионального значения.

## История

### Предыстория
Точных сведений об образовании прихода в селе Госома не имеется. В церковных материалах 1620-х годов есть сведения о том, что существовавшая в селе Успенская церковь с приделами Афанасьевским и Борисоглебским была сожжена литовскими людьми, а затем на её месте была сооружена часовня. В писцовых книгах 1653 года она уже не упоминается, зато названа «церковь Покрова Богородицы в селе Госаме, у той церкви двор попов, двор дьячков, двор пономарёв…» На следующий год Покровская церковь упоминается уже вместе с приделом Святых Бориса и Глеба. По имени этого престола, село в XVII—XVIII веках порой называли Борисоглебским. В 1705 году в селе произошёл пожар, и церковь сгорела. Стольник Степан Зиновьев писал: «В прошлом 1705 году в селе Госама построена церковь Покрова Пресв. Богородицы да придел Бориса и Глеба и сгорела». Тогда же была запрошена грамота на построение церкви во имя Флора и Лавра. В 1706 году было сооружено новое деревянное здание храма с теми же престолами (освящены в 1710 и 1712 годах).
В 1808—1812 годах помещица Е. Ф. Тютчева построила вместо обветшавшего деревянного храма каменный. Неизвестно, были ли допущены какие-то просчёты архитектором и мастерами, то ли сама обстановка 1812 года не способствовала нормальному завершению работ, но позже на здании храма стали появляться трещины, и в 1895 году его пришлось разобрать из-за опасности обвала.

### Строительство храма
Когда в 1895 году была из-за ветхости разобрана старая каменная церковь, то сразу же начались работы по строительству нового каменного храма за счёт средств церкви и прихожан. Храм во имя Бориса и Глеба был построен из местного кирпича артелью мастеров подрядчика Князева, затем Халалаева, при попечительстве Дмитрия Фомина, сына священника. Работы велись вплоть до 1900 года, когда Борисо-Глебский храм в Госоме был освящён.

### Закрытие храма
С наступлением зимы 1929—1930 гг., храм был занят под ссыпку колхозного зерна. В этих условиях богослужения в храме было проводить уже невозможно, хотя официального решения о закрытии храма не было, да и вся церковная утварь ещё оставалась на месте. В более поздних документах в качестве года закрытия храма указан 1930.

Храм в послевоенные годы

В послевоенные годы здание по-прежнему упоминается как «база колхоза», однако постепенно оно приходит в упадок и, по состоянию на 1961 год, показано как «ветхое», ввиду отсутствия крыши, окон и дверей. Все эти факторы негативно сказались на и без того плачевном состоянии уникального строения.

### Восстановление храма
В 1992 году была возрождена приходская община и в полуразрушенном здании начались богослужения. Примерно тогда же были начаты восстановительные работы силами и на средства местного сельхозпредприятия. Но в 2006 году средства на реставрационные работы начали выделяться по областной целевой программе «Охрана и сохранение историко-культурного наследия Брянской области 2006—2010 годы». По этой программе была выполнена реставрация кирпичной кладки, окон и дверей, восстановлены утраченные приделы колокольни, купола, проведена реставрация интерьеров, отделка фасадов. Открытие храма состоялось 6 августа 2009 года и было приурочено к престольному празднику села Госома — дню памяти мучеников благоверных князей Бориса и Глеба. Торжественное богослужение и освящение храма провёл епископ Брянский и Севский Феофилакт (Моисеев).
Настоятелем храма является иерей Николай Жмурков.

## Архитектура храма
Храм стоит на возвышении, доминирует среди застройки древнего села, расположенного в живописной местности. Является типичным для своего времени памятником русского стиля со своеобразной объёмной композицией. Здание храма, сравнительно крупное и тяжеловесное, сооружено из кирпича и оштукатурено. Оно принадлежит к типу бесстолпных однокупольных крестообразных храмов, имеющих в плане форму латинского креста. Основу креста составляют широкие прямоугольные боковые рукава, полукруглая алтарная апсида и вытянутая в длину трапезная. Над средокрестием возвышается массивный восьмигранный барабан с крупной гранёной луковичной главой. Ему соответствует трехъярусная колокольня, два мощных четверика которой (нижний прежде имел по бокам пристройки) увенчаны невысоким восьмериком.
В декоративной обработке фасадов преобладают членения и различные детали, стилизованные под архитектуру Древней Руси. Тройные арочные окна помещены над боковыми порталами в рукавах креста, увенчанных щипцами. Арочные проёмы завершены килевидными архивольтами. Наряду с аркатурными поясами и ширинчатыми фризами применены также классицистические карнизы, пилястры, фронтоны, филёнки и другие элементы, что свойственно культовой архитектуре периода эклектики. Интерьер здания состоит из раскрывающихся в центральную часть храма помещений боковых рукавов и трапезной, перекрытых вспарушенными сомкнутыми сводами. Мощные угловые пилоны с арками между ними несут при помощи парусов круглый изнутри барабан с куполом. Апсида перекрыта конхой. В нижнем ярусе колокольни — вспарушенный свод:162-163.

## Фотогалерея

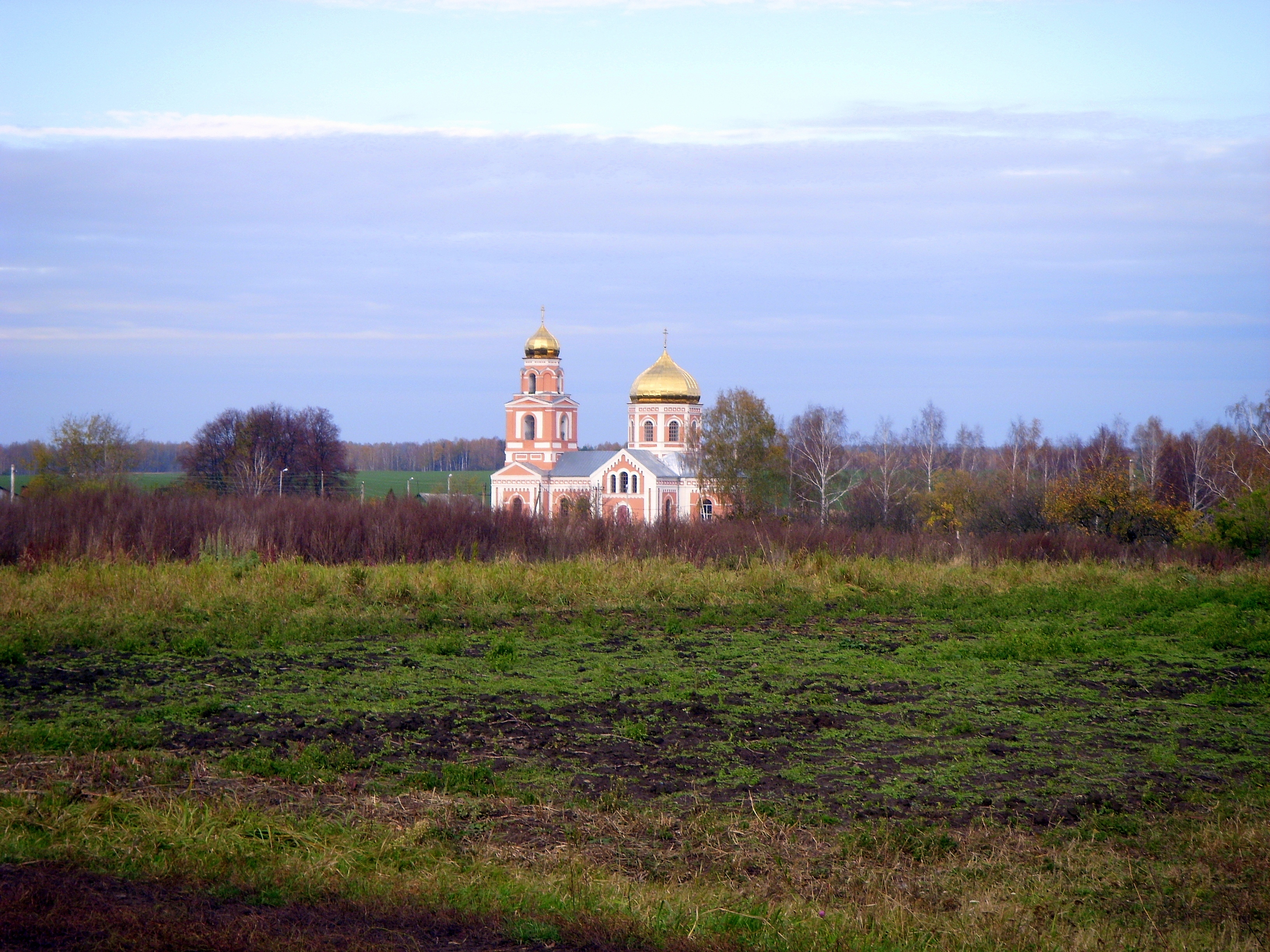
Храм в окружающем ландшафте
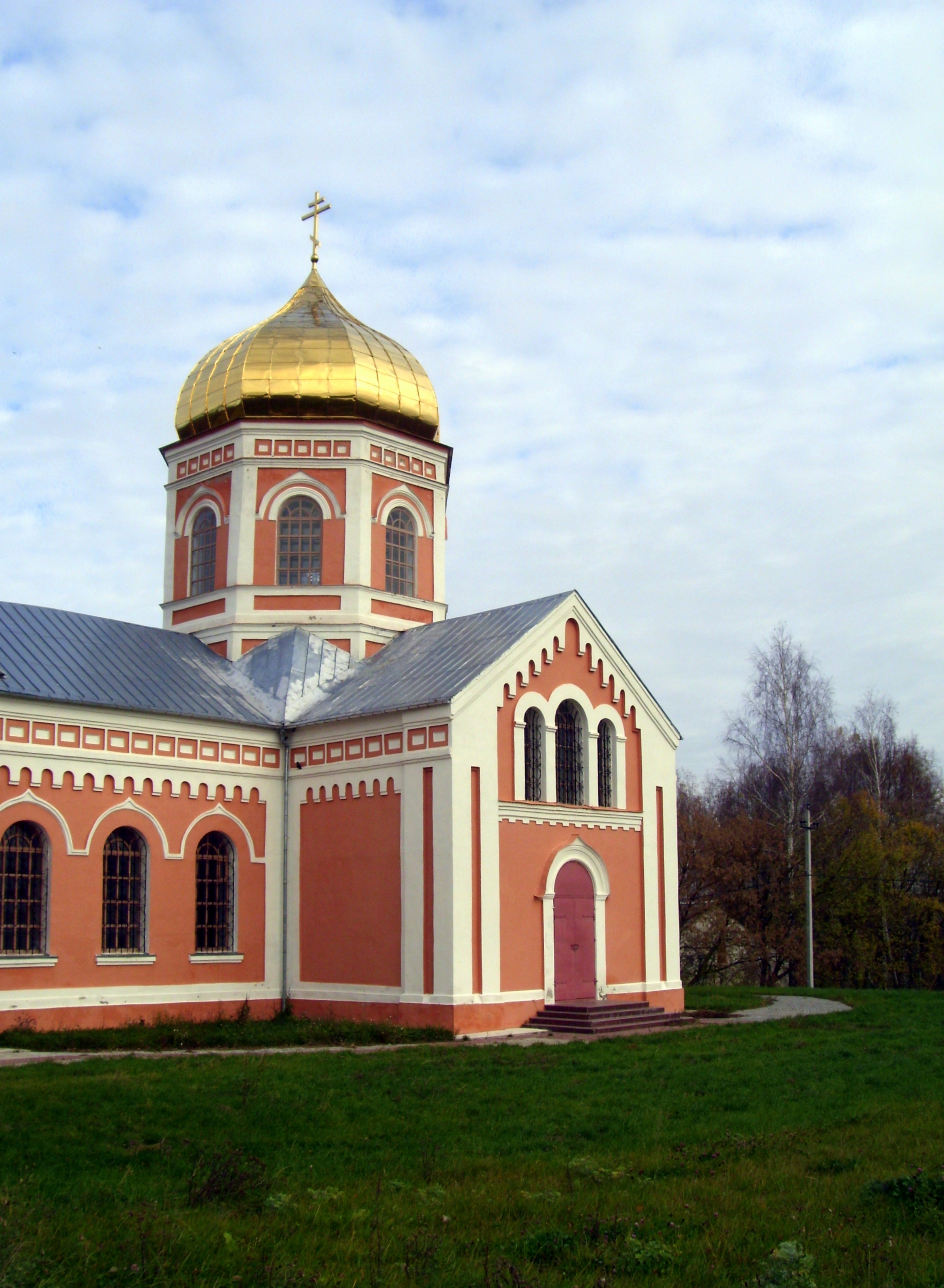
Купол храма
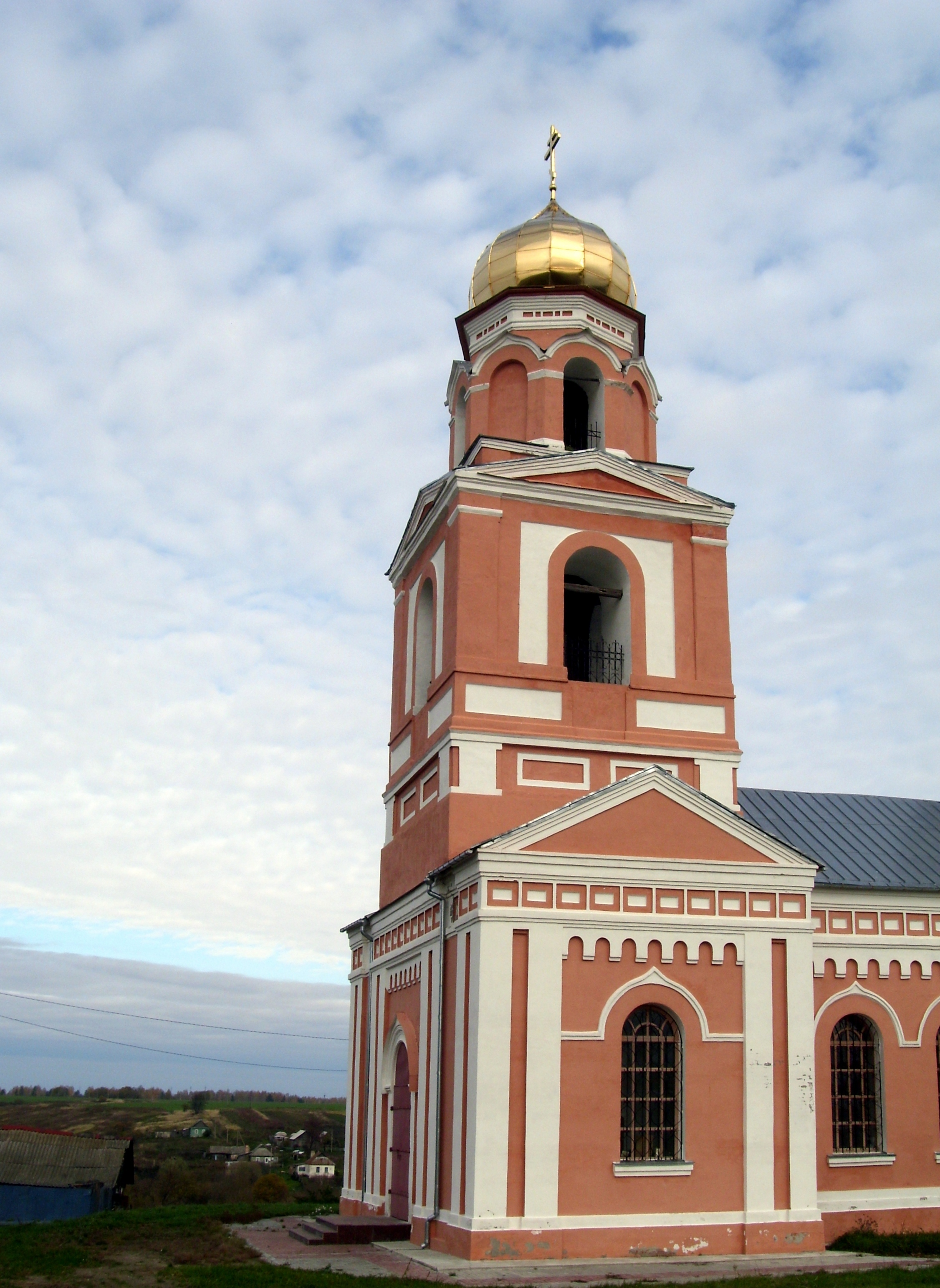
Колокольня храма
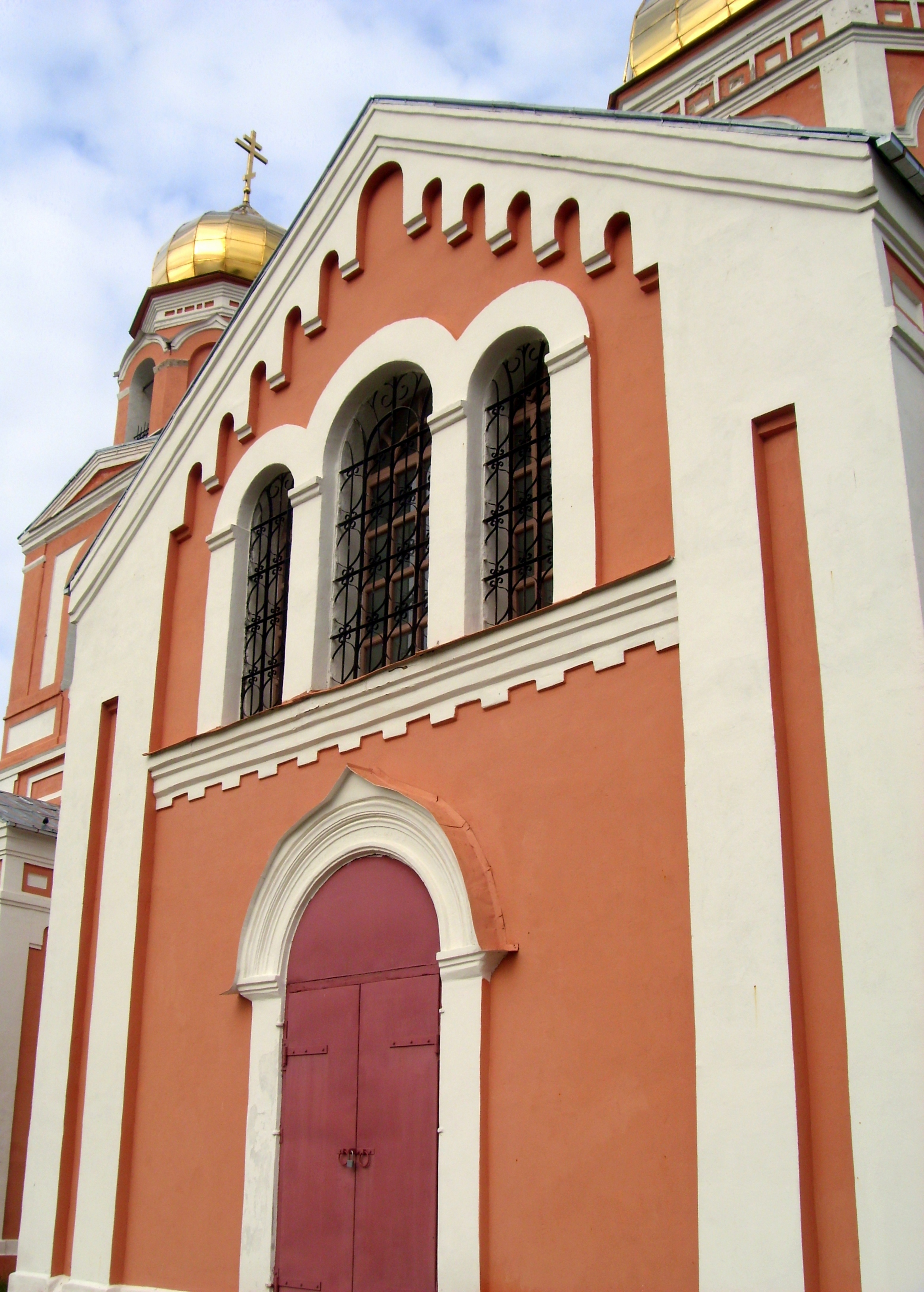
Вход в храм